# Füstös cankó
A füstös cankó (Tringa erythropus) a madarak osztályának lilealakúak (Charadriiformes) rendjébe, ezen belül a szalonkafélék (Scolopacidae) családjába tartozó faj.

## Előfordulása
Skandináviában és Észak-Ázsiában költ, ősszel délre vonul, eljut  Dél-Ázsiába, Afrikába, a Földközi-tenger és az Atlanti-óceán partvidékére, illetve Észak-Amerikába is. Fátlan és erdős tundrák vizeinél és mocsarainál honos.

### Kárpát-medencei előfordulása
Márciustól májusig, illetve augusztustól novemberig Magyarországon rendszeres vendég, de átnyaraló példányok is előfordulnak.

## Megjelenése
Átlagos testhossza 29–31 centiméter, szárnyfesztávolsága 61–67 centiméteres, testtömege 125–210 gramm. Egyik legnagyobb testű cankó-faj. Lába hosszú, élénk piros színű. Hosszú nyaka és ugyancsak hosszú, tövén piros vékony és egyenes fekete csőre miatt igen karcsúnak látszik. A tojó és a hím egyforma színezetű, násztollazatban szinte koromfekete, a költés után ezt kivedlik és világos szürke színűek lesznek. a Kirepülő fiókák első vedlésükig erősen pettyezett barnásszürke színűek, ilyenkor könnyen összetéveszthetőek a hasonló színű, de kevéssel kisebb piroslábú cankóval.
|  |  |

## Életmódja
Partokon, zátonyokon, tómedrekben szurkálással szedegeti apró csigákból, kagylókból, tengeri rákokból és férgekből álló táplálékát, de  gyomrában már kis halakat is találtak.

## Szaporodása
Tavak, mocsarak partján a zsombékokra, növényi anyagokból rakja fészkét. A fészkelési időszak május közepétől június derekáig tart. Fészekalja 3-4 tojásból áll.

## Védettsége
Magyarországon védett, természetvédelmi értéke 25 000 forint.